# Pāvilosta
Pāvilosta  est une ville de la région de Kurzeme en Lettonie. Elle a 1 134 habitants pour une superficie de 6,4 km2.
Pavilosta se distingue avec sa plage de dunes grises ou semi-fixées qui constituent un biotope particulier regorgeant d'espèces d'animaux et plantes protégés.

## Situation

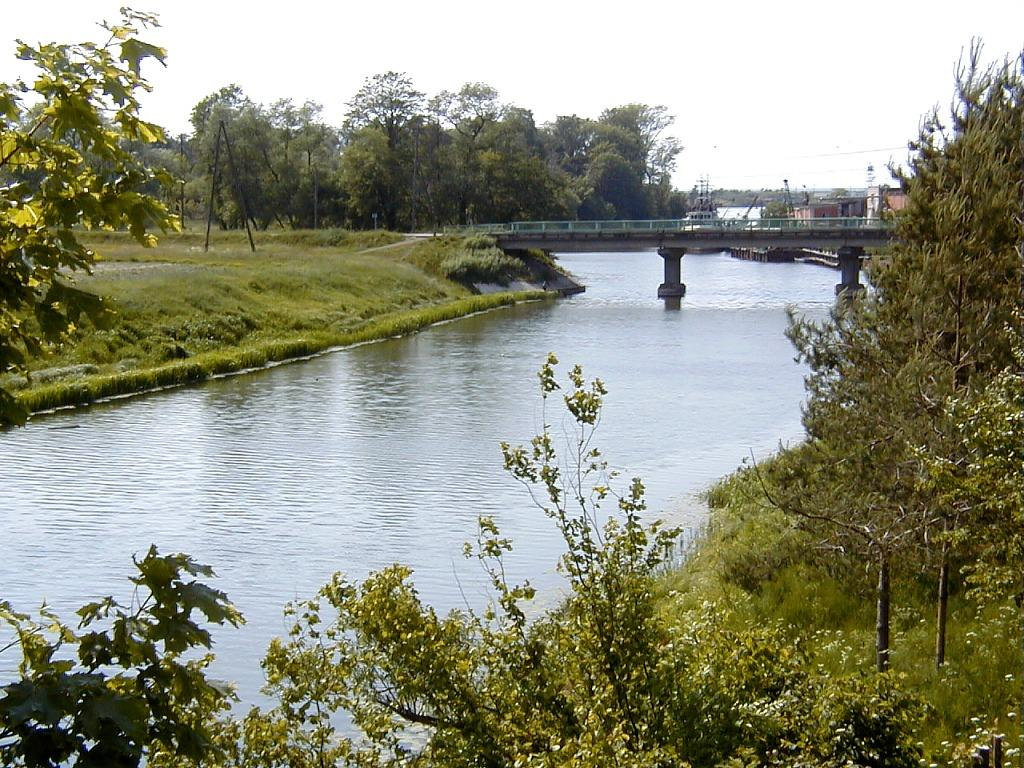
La Saka à Pāvilosta.

La ville se trouve à l'embouchure de la Saka qui se jette à cet endroit dans la mer Baltique. Elle est éloignée de 180 km de Riga et de 40 km de Liepāja. C'est le centre administratif de Pāvilostas novads .

## Histoire
Cet endroit est mentionné pour la première fois dans les sources historiques en 1253, en tant que Saka, une ville de l'Évêché de Courlande, puis du Duché de Courlande. À partir de 1795, elle est rattachée au gouvernement de Courlande sous le nome de Sackenhausen.
En 1879, le baron germano-balte Otto Friedrich von Lilienfeld y fait sceller la première pierre du futur port de la ville qui sera baptisée Paulshafen, en honneur de son frère Paul von Lilienfeld. Paulshafen (qui signifie littéralement « Port de Paul » en français) traduit en letton donne Pāvilosta.

## Galerie

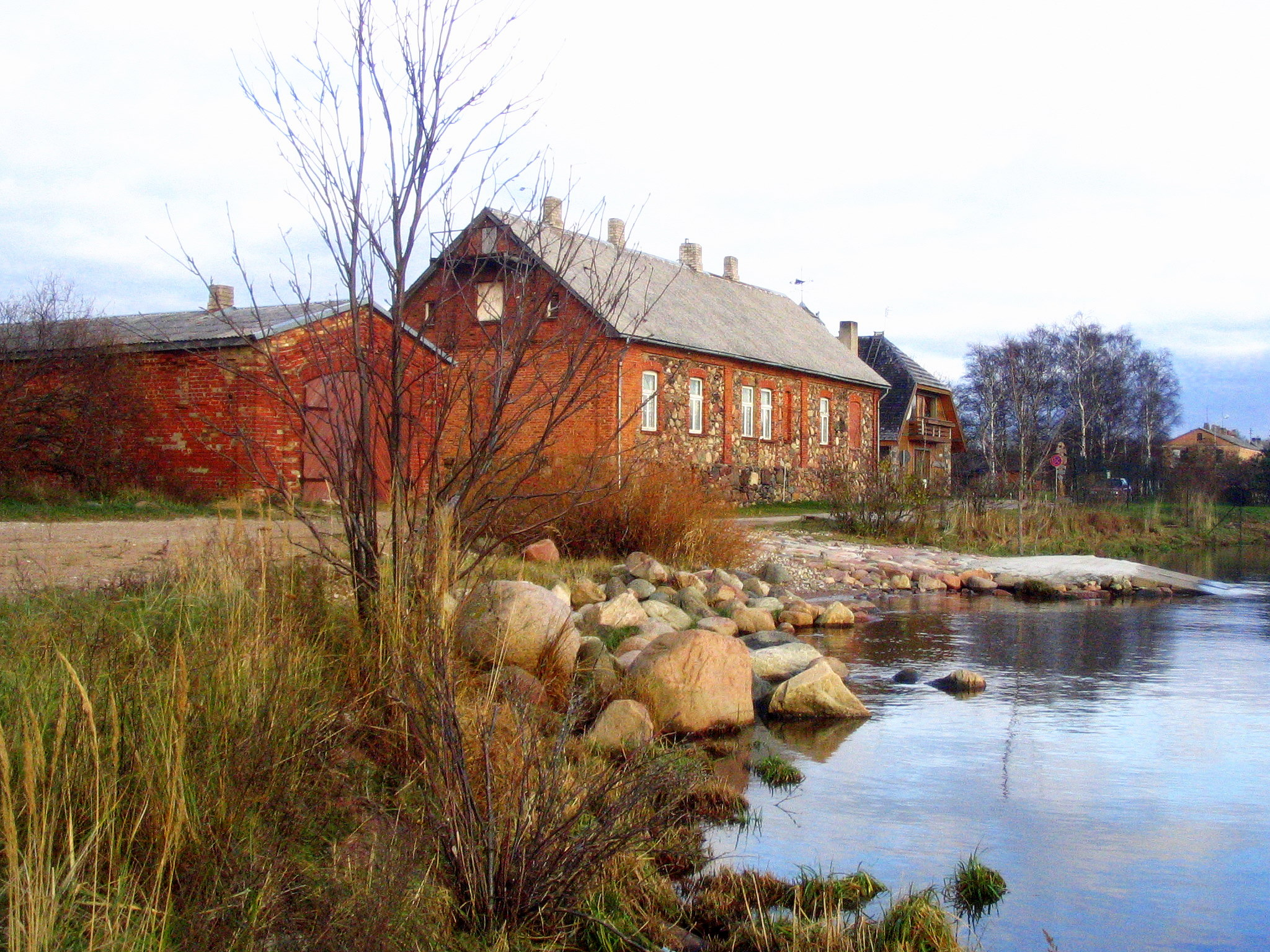
Musée d'histoire locale de Pavilosta
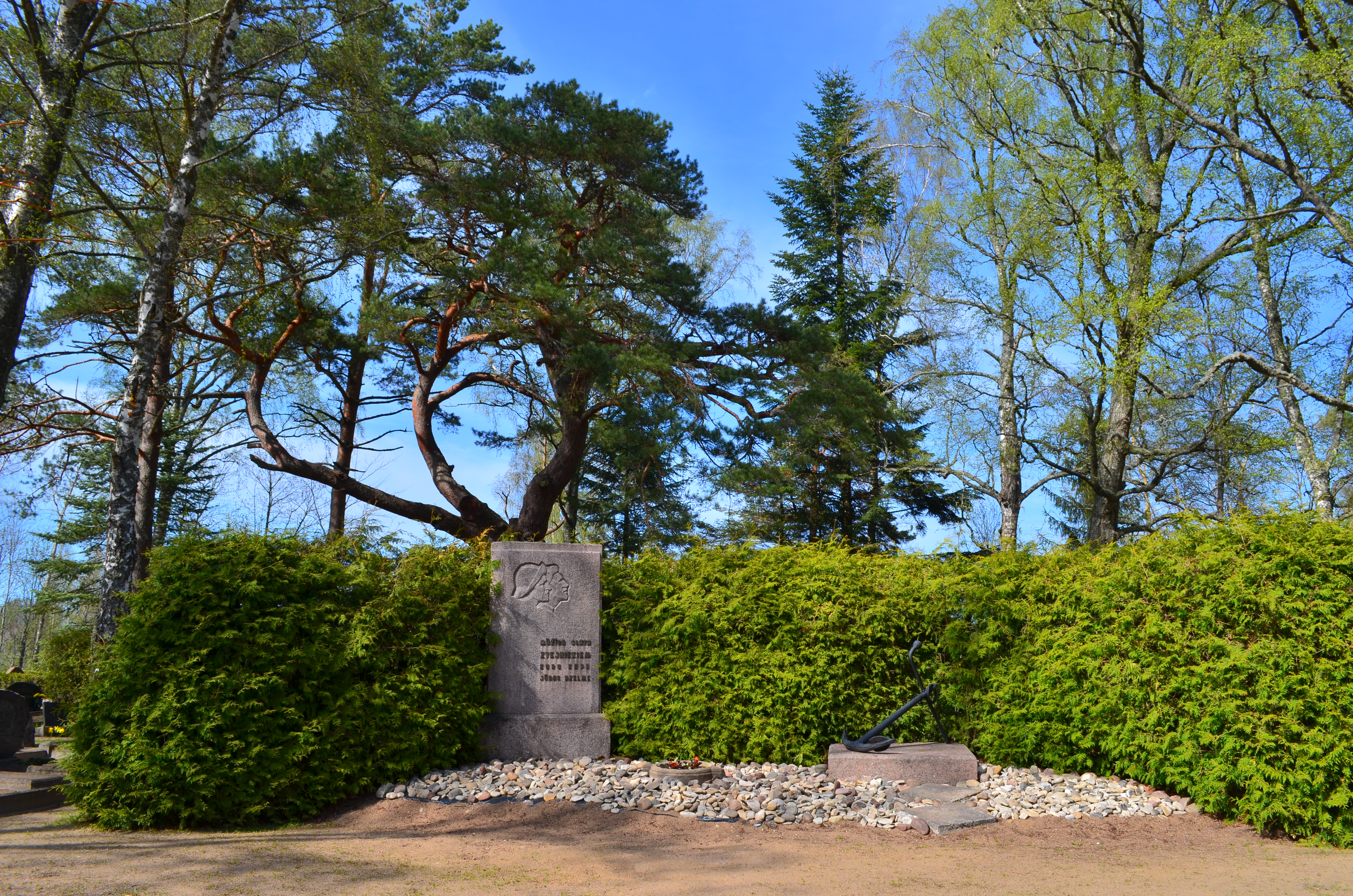
Mémorial aux pêcheurs perdus en mer
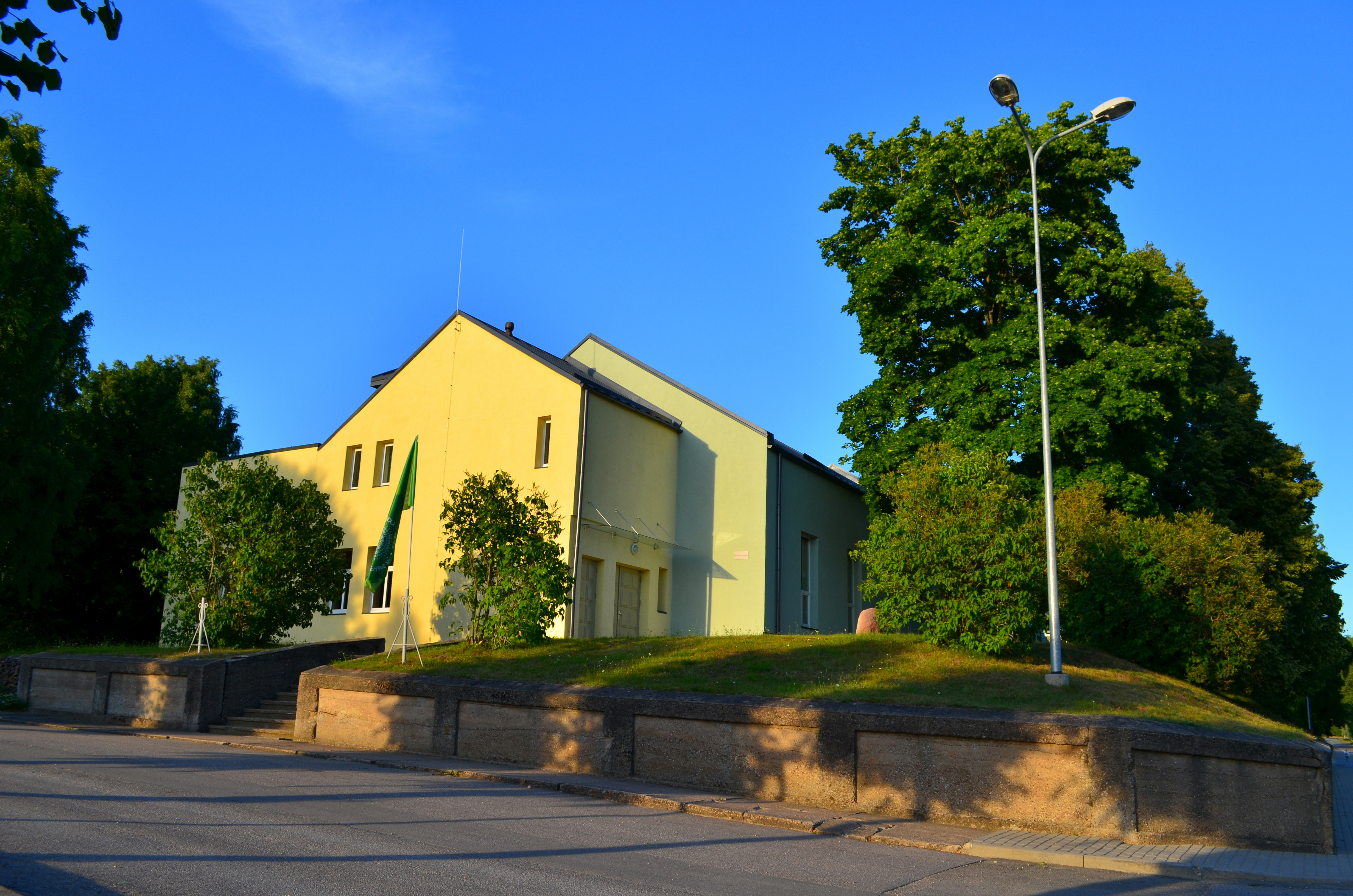
Maison de culture
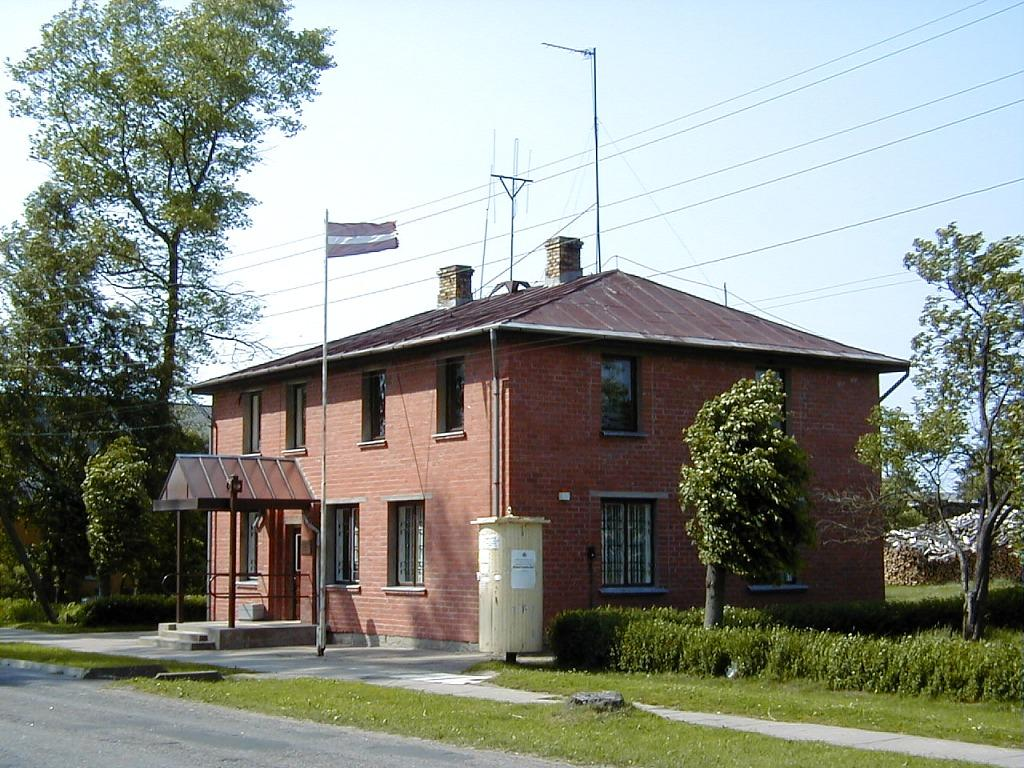
Conseil municipal
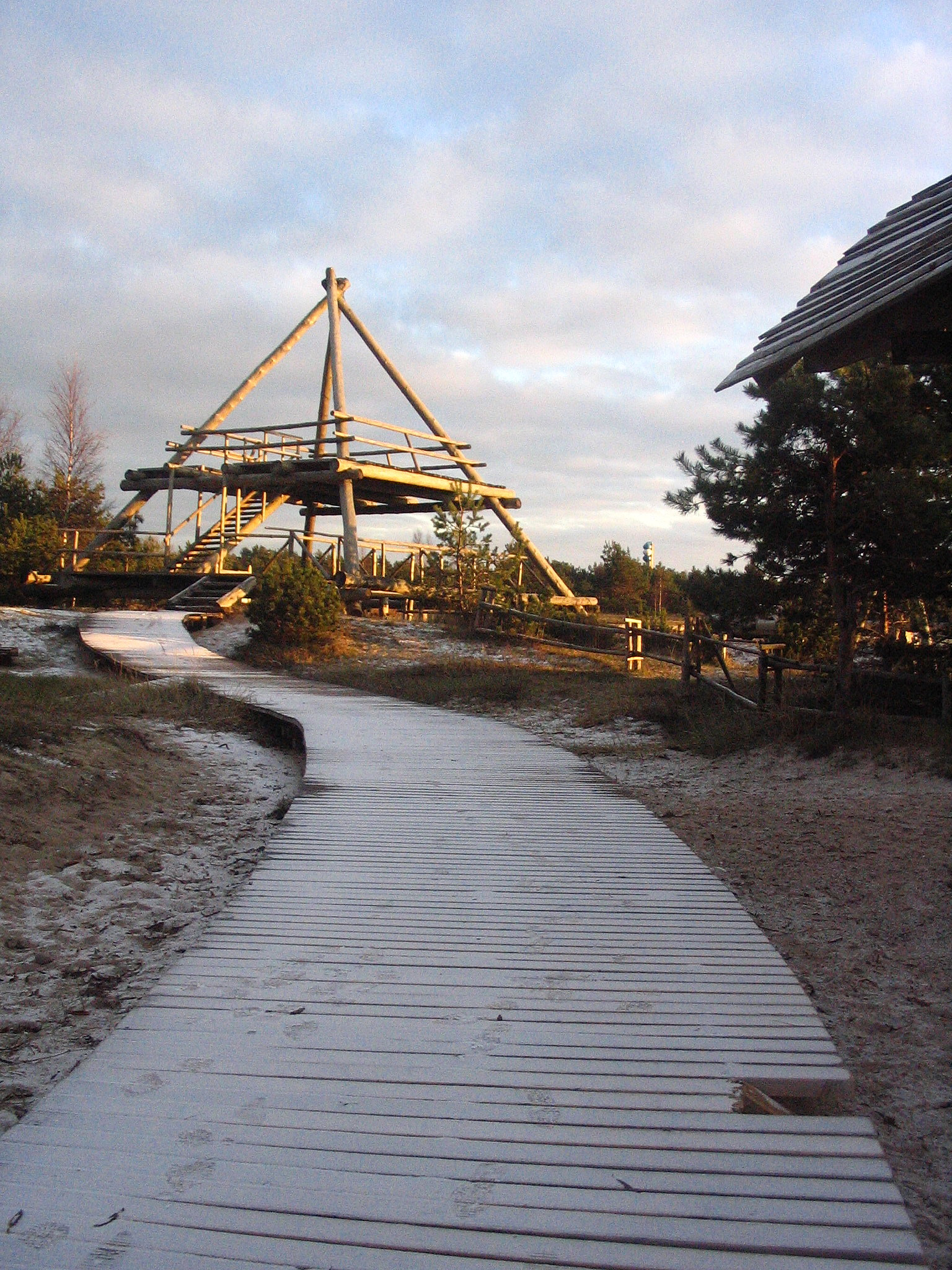
Tour d’observation
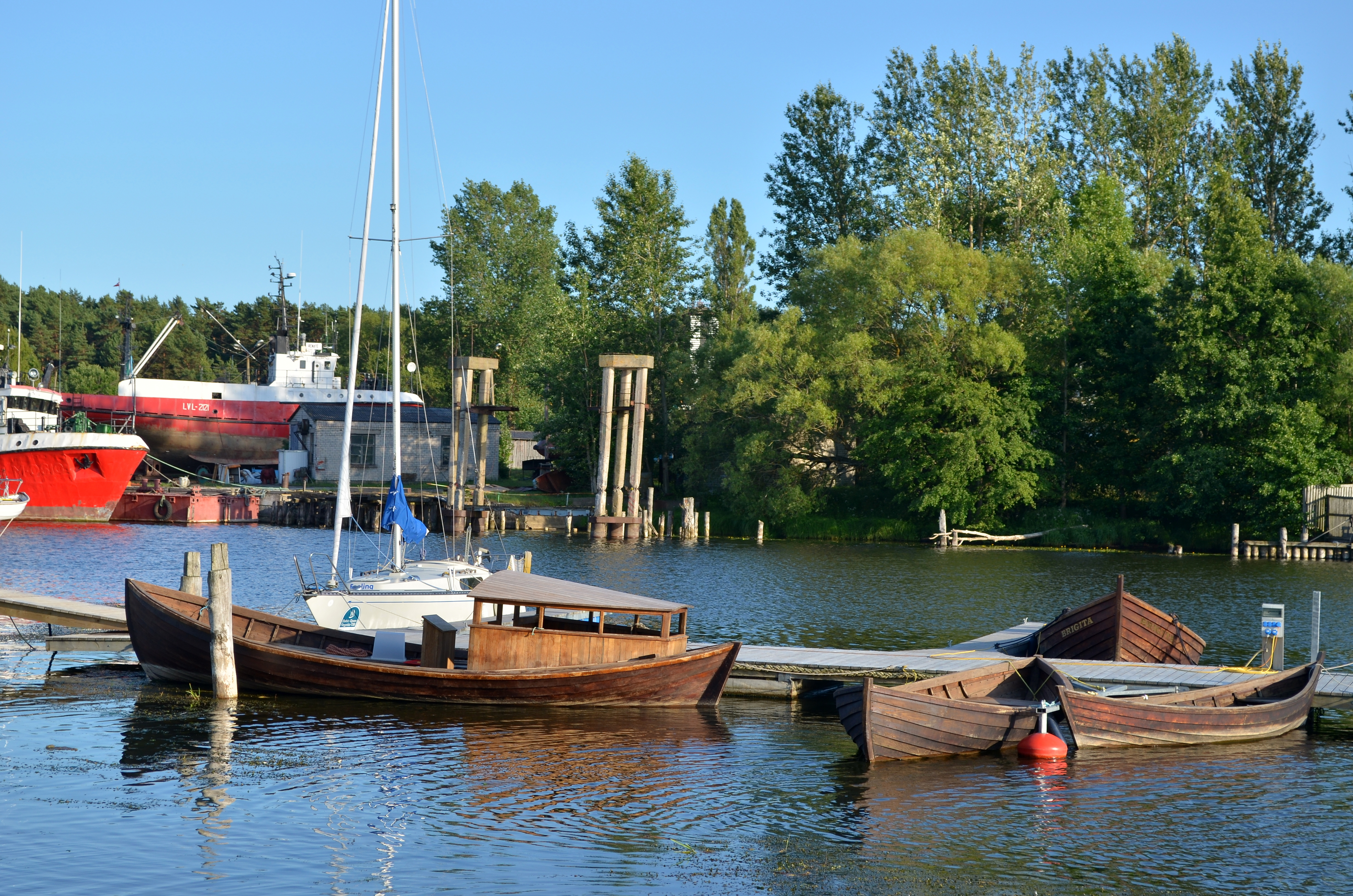
Port
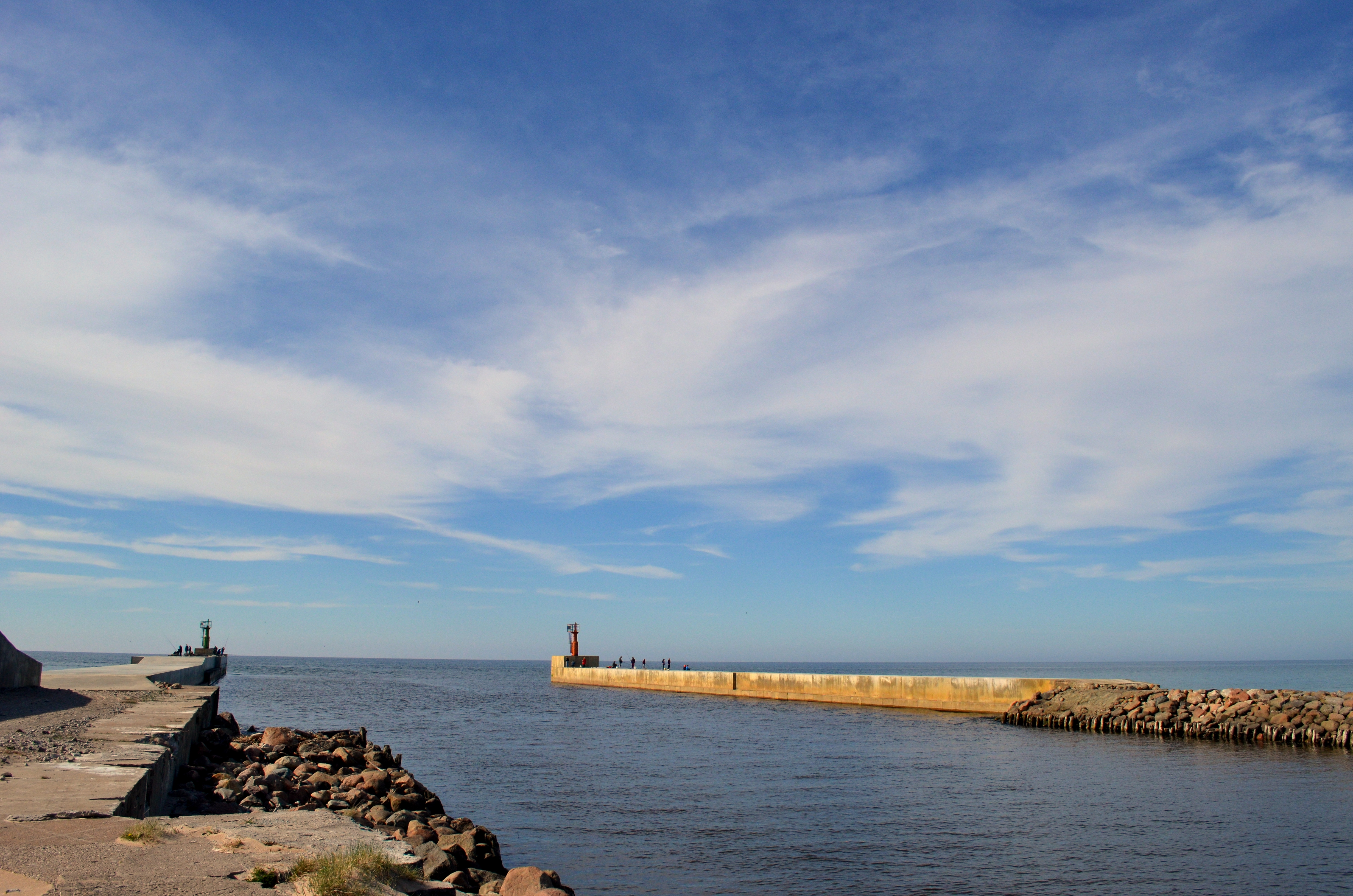
Môle
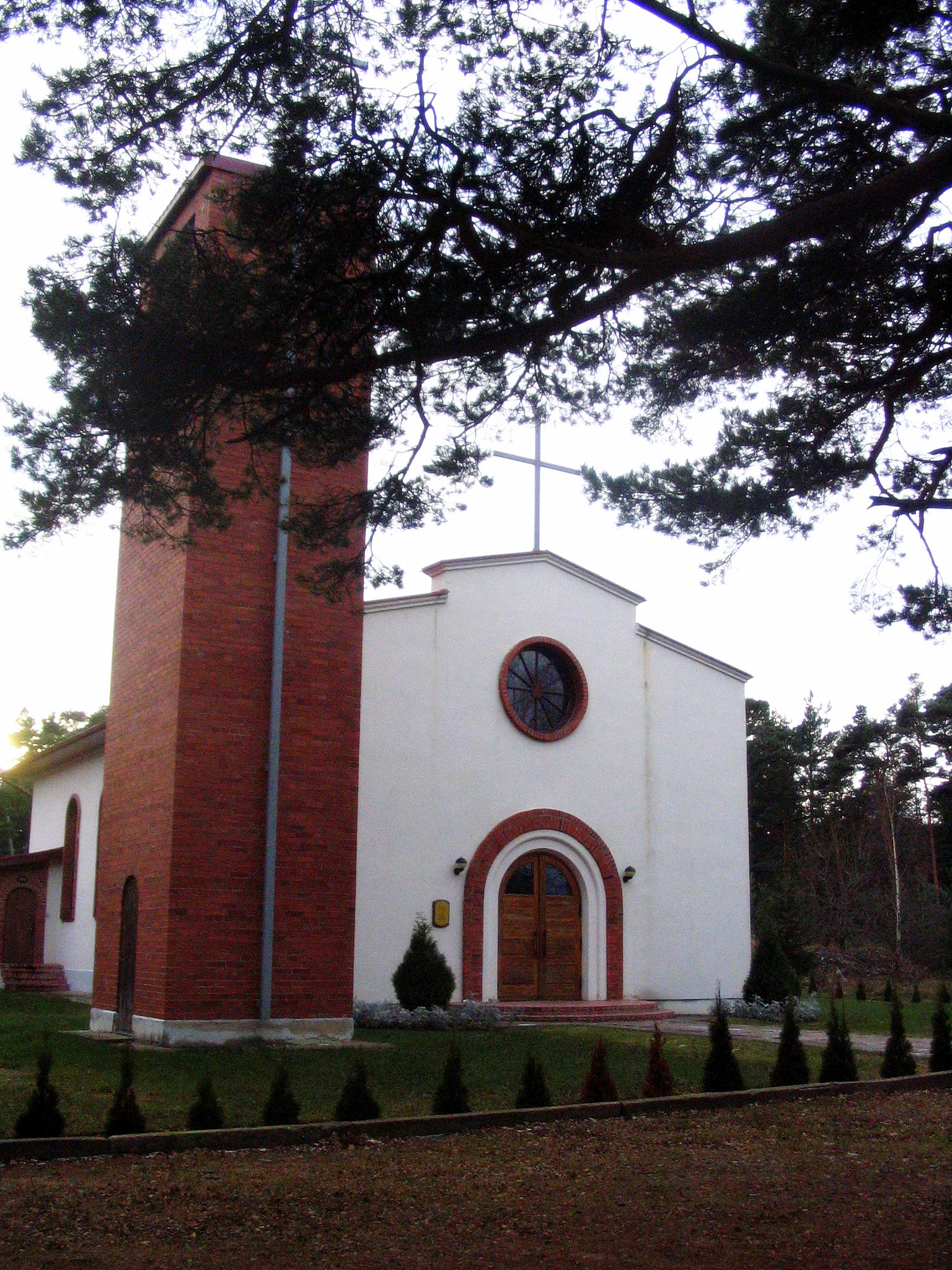
Église catholique du Saint-Esprit
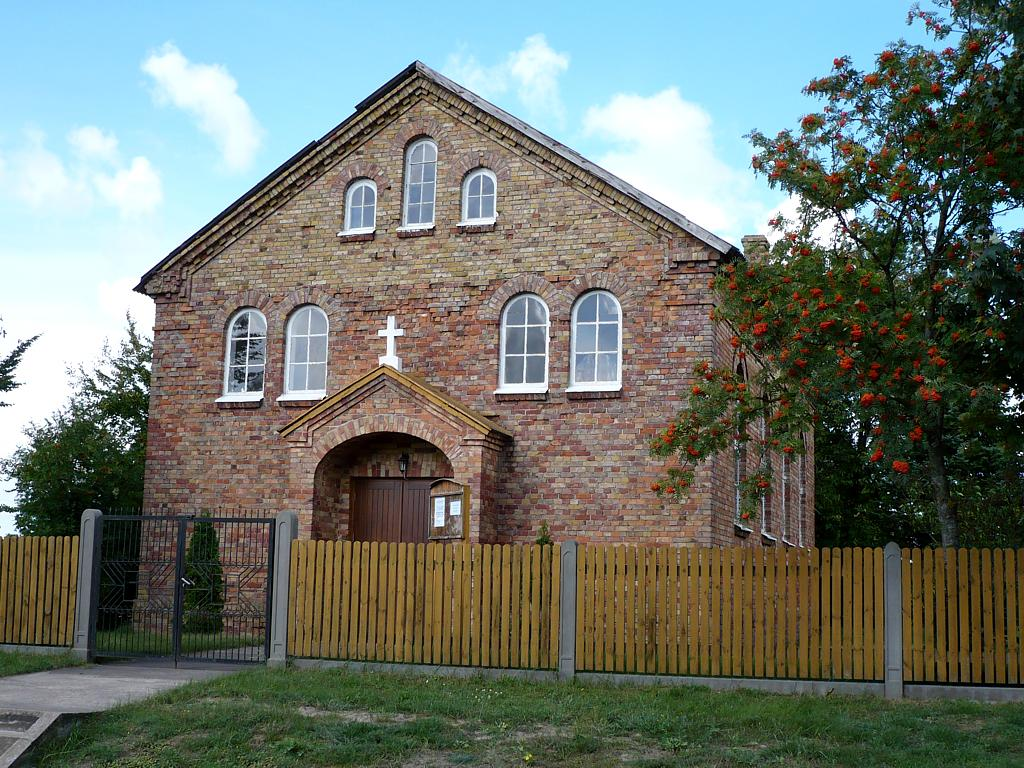
Église luthérienne
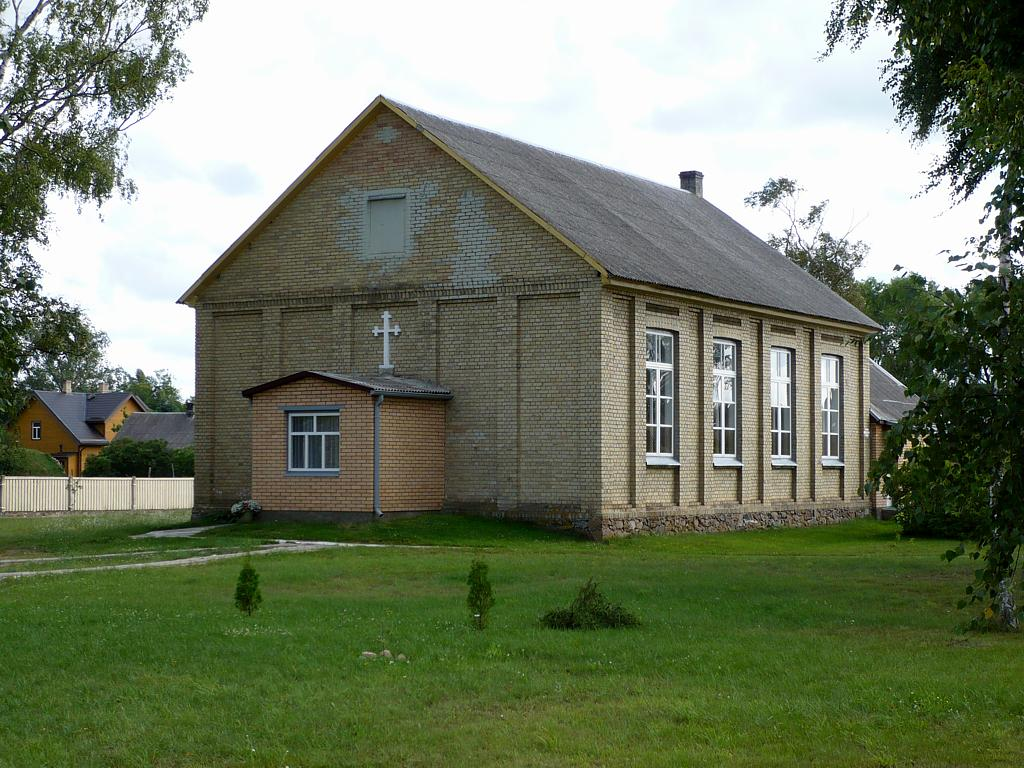
Église baptiste